# 13 بحيرة
13 بحيرة هو فيلم 16 ملم لعام 2004 من قبل المخرج الأمريكي المستقل جيمس بينينج. وهو مثال للسينما البطيئة، مع التركيز على الاستبطان والتأمل. تمت إضافة الفيلم إلى السجل الوطني للأفلام في الولايات المتحدة باعتباره «فيلمًا ثقافيًا أو تاريخيًا أو جماليًا» في عام 2014، وهو أحدث فيلم في السجل اعتبارًا من عام 2017.
يبلغ طول الفيلم 135 دقيقة، ويتألف من 13 لقطة دقيقة ثابتة من البحيرات من جميع أنحاء الولايات المتحدة. لا توجد حبكة تقليدية أو شخصيات أو حوار. وصفت التركيبة بأنها «متماثلة، ضيقة الحدود ومتكررة»، مشجع «حسي وتفاعل حسي».
في العديد من الحالات، يمكن رؤية القوارب ويمكن سماع أصوات مثل الأمواج والمحركات والطيور والرعد والمطر. وذكر بينينغ بإن العمل لم يكن ينوي أن يكون حول البيئة.
وفقاً للأعتمادات، البحيرات هي:
1. بحيرة جاكسون
2. بحيرة موسهيد
3. بحر سالتون
4. بحيرة سوبيريور
5. بحيرة ويني باجو
6. بحيرة أوكي تشوبي
7. انخفاض البحيرة الحمراء
8. بحيرة بونتشارترين
9. البحيرة المالحة الكبرى
10. بحيرة إيليامنا
11. بحيرة باول
12. بحيرة كريتر
13. بحيرة أونييدا

## روابط خارجية
- 13 بحيرة على موقع IMDb (الإنجليزية)
- 13 بحيرة على موقع روتن توميتوز (الإنجليزية)
- 13 بحيرة على موقع Turner Classic Movies (الإنجليزية)
- 13 بحيرة على موقع فيلمافينيتي (الإسبانية)
- 13 بحيرة على موقع قاعدة بيانات الفيلم (الإنجليزية)
- 13 بحيرة على موقع ليتربوكسد (الإنجليزية)
- 13 بحيرة على موقع كينوبويسك (الروسية)